# Боргазиев, Коштен
Коштен Боргазиев (1931 год, аул Сузак, Киргизская АССР, РСФСР, СССР) — колхозник, табунщик, Герой Социалистического Труда (1948).

## Биография
Родился в 1931 году в ауле Сузак, Киргизская АССР (ныне — Сузакский район, Южно-Казахстанской области, Казахстан).
В 1947 году вступил в колхоз «Кайнар» Сузакского района Южно-Казахстанской области. Работал табунщиком. Окончив зоотехнический техникум, работал с 1954 по 1965 год зоотехником в колхозе имени Кирова и потом — зоотехником в совхозах «Сызган» и «Кумкент». С 1966 года был старшим зоотехником совхоза «Сузакский».
В 1947 году получил 61 жеребёнка от 61 конематки. За эти достижения был удостоен в 1948 году звания Героя Социалистического Труда.

## Награды
- Герой Социалистического Труда — указом Президиума Верховного Совета СССР от 23 июля 1948 года;
- Орден Ленина (1948).